# Бојан Бем
Бојан Бем (Београд, 1936) је сликар и историчар уметности.

## Биографија
Рођен је у Београду 23. маја 1936. године где је завршио основну и средњу школу. Дипломирао је на Одељењу за историју уметности Филозофског факултета у Београду. Једно време је боравио и радио у Паризу од 1966—1969 и од 1985—2001. Имао је самосталне изложбе у градовима бивше Југославије, Француске и Италије. Учествовао је на бројним групним изложбама.
У току вишедеценијског рада и стварања у континуитету формира тематске циклусе као што су: апстрактни призори, дечаци, коњаници, морнари, купачице, џокеји, ентеријери, билијарски столови, базени, спортски терени, зидови, терасе, стене, лавиринти и мајдани. За Бојана Бема је тешко рећи ком слиакрском правцу припада, једноставно био је самосвој. Групно излаже од 1965. године а самостално од 1969. године.

## Дела у колекцијама музеја и галерија
Дела Бојана Бема се налазе у многим јавним колекцијама музеја и галерија које се овде наводе:
- Београд, Музеј савремене уметности,
- Београд, Народни музеј,
- Београд, Јеврејски историјски музеј,
- Београд, Музеј Зептер,
- Ниш, Галерија савремене уметности,
- Чачак, Галерија Надежде Петровић,
- Београд, Министарство културе Србије (откупи),
- Београд, Галерија Хаос,
- Краљево, Колонија Магнохром,
- Јаловик, Уметничка колонија,
- Кикинда, Уметничка колонија „ТЕРА"
- Сарајево, Уметничка Галерија БиХ[1],
- Бања Лука, Музеј савремене умерности Републике Српске,
- Задар, Народни музеј,
- Мотовун, Галерија,
- Љубљана, NBL Art Collection,
- Марибор, Галерија Жула,
- Струмица,

## Самосталне изложбе
- 1969, Београд, Галерија КНУ (са Пепом Пашћан),
- 1970, Нови Сад, Галерија трибине младих (са Пепом Пашћан),
- 1971, Београд, Галерија Дома омладине,
- 1974,
- 1975,
- 1976, Дубровник, Галерија Себастијан,
- 1977, Београд, Салон Музеја савремене уметности,
- 1977, Нови Сад, Мали ликовни салон,
- 1979, Љубљана, Мала Галерија,
- 1979, Копар, Галерија Медуза,
- 1988,
- 1990, Београд, Салон Музеја савремене уметности,
- 1991, Сарајево, Галерија Друштва за културну сарадњу Југославија-Француска,
- 1991, Копар, Галерија Ложа и Галерија Медуза,
- 1991, Љубљана, Галерија
- 1991,
- 1995, Београд, Галерија Дома омладине,
- 1998, Београд, Галерија Хаос, Ретроспективна изложба цртежа,
- 2000, Марибор, Галерија Жула, Изложба цртежа,
- 2000, Рибница, Галерија Миклова Хиша, Изложба цртежа,
- 2000, Љубљана, Месна галерија, Ретроспективна изложба цртежа,
- 2002, Београд, Салон Музеја савремене уметности, Б. Иљовски, Б. Бем и Ђ. Црнчевић,
- 2002, Лазаревац, Модерна галерија, Слике и цртежи.[2]

## Награде
- 1970, Задар, Плави салон - Откупна награда,
- 1977, Бања Лука, VIII јесењи салон - Откупна награда,
- 1978, Чачак, X меморијал Надежде Петровић - Награда Радничког савета,
- 1991, Београд, Награда СИЗ-а културе за најбољу изложбу у 1990. години,
- 1991, Београд, Изложба месеца (за излагање у Салону Музеја савремене уметности), Студио Б и Југословенска галерија репродукција
- l995, Београд, Изложба месеца (за излагање у Галерији Дома омладине), Студио Б и Југословенска галерија репродукција,
- 1998, Београд, Плакета Бојану Бему за стваралачке успехе у 1998. години (Скупштина УЛУПУДС-а),
- 2011, добитник „Политикине” награде за најбољу изложбу одржану у 2010. години.[3]